# Simulium clarki
Simulium clarki es una especie de insecto del género Simulium, familia Simuliidae, orden Diptera.
Fue descrita científicamente por Fairchild, en 1940.